# Campionati europei di sollevamento pesi
I Campionati europei di sollevamento pesi (European Weightlifting Championships) sono le competizioni che assegnano i titoli europei nello sport del sollevamento pesi. La prima edizione si disputò nel 1896; dal 1924 fino al 1968 fu organizzata dall'International Weightlifting Federation, e dal 1969 è organizzata dall'European Weightlifting Federation per un totale di 105 edizioni maschili e 37 femminili.
Dal 1946 venne introdotta la classifica a squadre, e dal 1988 si tiene anche la competizione femminile, fino al 1997 organizzata separatamente in sedi diverse, e dal 1998 unificata. Oggi i campionati europei si disputano annualmente e, a differenza dei campionati mondiali, si svolgono anche negli anni olimpici; a partire dal 1946 si sono svolti regolarmente tutti gli anni con le uniche eccezioni del 1967, annullato, e del 2020, rinviato all'anno seguente.
Nel 2026, la 106ª edizione maschile e 38ª femminile della competizione si terrà a Batumi, in Georgia; nel 2027 ne è prevista la disputa a Birmingham, nel Regno Unito.

## Numerazione edizioni
La numerazione delle edizioni maschili dei campionati europei di sollevamento pesi ha avuto delle variazioni nel corso del suo svolgimento.
Per due anni (1948 e 1952) la gara olimpica era valida anche come campionato europeo e non venne inizialmente conteggiata dalla International Weightlifting Federation prima e dalla European Weightlifting Federation poi; inoltre, per altri 20 anni (1946, 1949, 1950, 1951, 1953, 1954, 1955, 1958, 1959, 1961, 1962, 1963, 1966, 1969, 1975, 1977, 1981, 1982, 1983 e 1989) la gara mondiale assegnava anche il titolo europeo, riservato agli atleti del continente che parteciparono ai mondiali; questo fa sì che le edizioni europee effettivamente organizzate come tali siano 83.
Quando, nel 1983, un'apposita commissione investigativa congiunta tra la IWF e la EWF intraprese accurate ricerche oltre che sui campionati mondiali anche sui venti campionati europei organizzati prima del 1924, quelli dalla datazione più incerta, in base alle documentazioni ufficiali esistenti negli archivi delle federazioni nazionali, scoprendo tra l'altro un'edizione svoltasi nel 1902, che assegnava in due categorie il titolo di campione dei Paesi Bassi, e due edizioni svolte nel 1907, le 20 edizioni vennero inglobate nei conteggi da entrambe le federazioni; la IWF incluse le due edizioni concidenti con le gare olimpiche (ad esempio l'edizione del 2009 svoltasi a Bucarest è la 90ª) mentre la EWF continuò ad escluderle (l'edizione del 2009 è la 88ª e quella del 2022 è la 100ª).
Ci sono quindi tre serie di numerazioni dei campionati europei maschili di sollevamento pesi:
- le edizioni effettivamente organizzate dal 1924 dalle due Federazioni internazionali (83 al 2025);
- le edizioni riconosciute dalla EWF (103 al 2025);
- le edizioni riconosciute dalla IWF (105 al 2025).

## Titoli in palio
Agli europei fino all'edizione del 2025 sono stati assegnati 20 titoli nel totale dell'esercizio (60 considerando anche le due specialità, lo strappo e lo slancio) in 10 categorie maschili e 10 femminili, sotto elencate.
Categorie maschili
| Categoria            | Eventi         |
| -------------------- | -------------- |
| Pesi mosca           | Fino a 55 kg   |
| Pesi gallo           | Fino a 61 kg   |
| Pesi piuma           | Fino a 67 kg   |
| Pesi leggeri         | Fino a 73 kg   |
| Pesi medi            | Fino a 81 kg   |
| Pesi massimi leggeri | Fino a 89 kg   |
| Pesi mediomassimi    | Fino a 96 kg   |
| Pesi massimi primi   | Fino a 102 kg  |
| Pesi massimi         | Fino a 109 kg  |
| Pesi supermassimi    | Oltre i 109 kg |

Categorie femminili
| Categoria            | Eventi          |
| -------------------- | --------------- |
| Pesi mosca           | Fino a 45 kg    |
| Pesi gallo           | Fino a 49 kg    |
| Pesi piuma           | Fino a 55 kg    |
| Pesi leggeri         | Fino a 59 kg    |
| Pesi medi            | Fino a 64 kg    |
| Pesi massimi leggeri | Fino a 71 kg    |
| Pesi mediomassimi    | Fino a 76 kg    |
| Pesi massimi primi   | Fino a 81 kg    |
| Pesi massimi         | Fino a 87 kg    |
| Pesi supermassimi    | Oltre gli 87 kg |

Per la decisione dell'IWF del 3 dicembre 2024, a partire dal 1° giugno 2025 – e quindi, per effetto di tale decisione, a partire dagli europei del 2026 – si tornano ad assegnare 16 titoli europei, 8 maschili e 8 femminili, con la riorganizzazione dei limiti di peso: le categorie escluse sono i pesi mosca e i pesi massimi primi, maschili e femminili.
Categorie maschili
| Categoria            | Eventi         |
| -------------------- | -------------- |
| Pesi gallo           | Fino a 60 kg   |
| Pesi piuma           | Fino a 65 kg   |
| Pesi leggeri         | Fino a 71 kg   |
| Pesi medi            | Fino a 79 kg   |
| Pesi massimi leggeri | Fino a 88 kg   |
| Pesi mediomassimi    | Fino a 98 kg   |
| Pesi massimi         | Fino a 110 kg  |
| Pesi supermassimi    | Oltre i 110 kg |

Categorie femminili
| Categoria            | Eventi          |
| -------------------- | --------------- |
| Pesi gallo           | Fino a 48 kg    |
| Pesi piuma           | Fino a 53 kg    |
| Pesi leggeri         | Fino a 58 kg    |
| Pesi medi            | Fino a 63 kg    |
| Pesi massimi leggeri | Fino a 69 kg    |
| Pesi mediomassimi    | Fino a 77 kg    |
| Pesi massimi         | Fino a 86 kg    |
| Pesi supermassimi    | Oltre gli 86 kg |

## Categorie di peso
Nella storia dei campionati i limiti di peso delle categorie sono variate.
Categorie maschili
Pesi mosca
- 54 kg: 1924
- 52 kg: 1969–1992
- 54 kg: 1993–1997
- non disputata: 1998–2018
- 55 kg: 2019–2025

Pesi gallo
- 58 kg: 1924
- 56 kg: 1947–1992
- 59 kg: 1993–1997
- 56 kg: 1998–2018
- 61 kg: 2019–2025
- 60 kg: 2026–

Pesi piuma
- 62,5 kg: 1909, 1911–1913
- 60 kg: 1914–1921
- 62 kg: 1924
- 60 kg: 1929–1992
- 64 kg: 1993–1997
- 62 kg: 1998–2018
- 67 kg: 2019–2025
- 65 kg: 2026–

Pesi leggeri
- 67,5 kg: 1902,[9] 1907[10]–1908, 1910
- 70 kg: 1909, 1911–1912
- 67,5 kg: 1913–1992
- 70 kg: 1993–1997
- 69 kg: 1998–2018
- 73 kg: 2019–2025
- 71 kg: 2026–

Pesi medi
- 75 kg: 1902[9]
- 80 kg: 1909, 1911–1912
- 82,5 kg: 1913
- 75 kg: 1914–1992
- 76 kg: 1993–1997
- 77 kg: 1998–2018
- 81 kg: 2019–2025
- 79 kg: 2026–

Pesi massimi leggeri
- 82,5 kg: 1914–1992
- 83 kg: 1993–1997
- 85 kg: 1998–2018
- 89 kg: 2019–2025
- 88 kg: 2026–

Pesi mediomassimi
- 90 kg: 1951–1992
- 91 kg: 1993–1997
- 94 kg: 1998–2018
- 96 kg: 2019–2025
- 98 kg: 2026–

Pesi massimi primi
- 100 kg: 1977–1992
- 99 kg: 1993–1997
- non disputata: 1998–2018
- 102 kg: 2019–2025

Pesi massimi
- Open: 1896–1901, 1903–1907[11]
- Oltre 75 kg: 1902
- Oltre 67,5 kg: 1907[10]–1908, 1910
- Oltre 80 kg: 1909, 1911–1912
- Oltre 82,5 kg: 1913–1950
- Oltre 90 kg: 1951–1968
- 110 kg: 1969–1992
- 108 kg: 1993–1997
- 105 kg: 1998–2018
- 109 kg: 2019–2025
- 110 kg: 2026–

Pesi supermassimi
- Oltre 110 kg: 1969–1992
- Oltre 108 kg: 1993–1997
- Oltre 105 kg: 1998–2018
- Oltre 109 kg: 2019–2025
- Oltre 110 kg: 2026–

Categorie femminili
Pesi mosca
- 44 kg: 1988–1992
- 46 kg: 1993–1997
- non disputata: 1998–2018
- 45 kg: 2019–2025

Pesi gallo
- 48 kg: 1988–1992
- 50 kg: 1993–1997
- 48 kg: 1998–2018
- 49 kg: 2019–2025
- 48 kg: 2026–

Pesi piuma
- 52 kg: 1988–1992
- 54 kg: 1993–1997
- 53 kg: 1998–2018
- 55 kg: 2019–2025
- 53 kg: 2026–

Pesi leggeri
- 56 kg: 1988–1992
- 59 kg: 1993–1997
- 58 kg: 1998–2018
- 59 kg: 2019–2025
- 58 kg: 2026–

Pesi medi
- 60 kg: 1988–1992
- 64 kg: 1993–1997
- 63 kg: 1998–2018
- 64 kg: 2019–2025
- 63 kg: 2026–

Pesi massimi leggeri
- 67,5 kg: 1988–1992
- 70 kg: 1993–1997
- 69 kg: 1998–2018
- 71 kg: 2019–2025
- 69 kg: 2026–

Pesi mediomassimi
- 75 kg: 1988–1992
- 76 kg: 1993–1997
- non disputata: 1998–2016
- 75 kg: 2017–2018
- 76 kg: 2019–2025
- 77 kg: 2026–

Pesi massimi primi
- non disputata: 1988–2018
- 81 kg: 2019–2025

Pesi massimi
- 82,5 kg: 1988–1992
- 83 kg: 1993–1997
- 75 kg: 1998–2016
- 90 kg: 2017–2018
- 87 kg: 2019–2025
- 86 kg: 2026–

Pesi supermassimi
- Oltre 82,5 kg: 1988–1992
- Oltre 83 kg: 1993–1997
- Oltre 75 kg: 1998–2016
- Oltre 90 kg: 2017–2018
- Oltre 87 kg: 2019–2025
- Oltre 86 kg: 2026–

## Edizioni

### Maschili
Nella tabella seguente la numerazione della seconda colonna ("O.") si riferisce alle edizioni organizzate ufficialmente, dapprima dalla IWF e poi dalla EWF.
| N.  | O. | Anno | Date                     | Città e nazione ospitante        | Disc. | Atleti | Naz. |
| --- | -- | ---- | ------------------------ | -------------------------------- | ----- | ------ | ---- |
| 1   |    | 1896 | 9 marzo                  | Rotterdam Paesi Bassi            | 1     |        |      |
| 2   |    | 1897 | 11 novembre              | Vienna Austria                   | 1     |        |      |
| 3   |    | 1898 | 25 ottobre               | Amsterdam Paesi Bassi            | 1     |        |      |
| 4   |    | 1900 | sconosciute              | Rotterdam Paesi Bassi            | 1     |        |      |
| 5   |    | 1901 | 13 febbraio              | Rotterdam Paesi Bassi            | 1     |        |      |
| 6   |    | 1902 | 30 marzo                 | L'Aja Paesi Bassi                | 1     |        |      |
| 7   |    | 1903 | 8 febbraio               | Rotterdam Paesi Bassi            | 1     |        |      |
| 8   |    | 1904 | 24 gennaio               | Amsterdam Paesi Bassi            | 1     |        |      |
| 9   |    | 1905 | 29 gennaio               | Amsterdam Paesi Bassi            | 1     |        |      |
| 10  |    | 1906 | 28 gennaio               | L'Aja Paesi Bassi                | 1     |        |      |
| 11  |    | 1907 | 5–7 aprile               | Copenaghen Danimarca             | 2     |        |      |
| 12  |    | 1907 | 7 settembre              | Vienna Austria                   | 1     |        |      |
| 13  |    | 1908 | 28 febbraio              | Malmö Svezia                     | 2     |        |      |
| 14  |    | 1909 | 18–19 settembre          | Dresda Germania                  | 4     |        |      |
| 15  |    | 1910 | 25–26 marzo              | Budapest Ungheria                | 2     |        |      |
| 16  |    | 1911 | 6–7 maggio               | Lipsia Germania                  | 4     |        |      |
| 17  |    | 1912 | 21–22 settembre          | Vienna Austria                   | 4     |        |      |
| 18  |    | 1913 | 23–25 agosto             | Brno Austria                     | 4     |        |      |
| 19  |    | 1914 | 31 maggio – 1º giugno    | Vienna Austria                   | 5     |        |      |
| 20  |    | 1921 | 11–13 giugno             | Offenbach am Main Germania       | 5     |        |      |
| 21  | 1  | 1924 | 7–8 settembre            | Neunkirchen Germania             | 7     |        |      |
| 22  | 2  | 1929 | 8 settembre              | Vienna Austria                   | 5     |        |      |
| 23  | 3  | 1930 | 23–24 ottobre            | Monaco di Baviera Germania       | 5     |        |      |
| 24  | 4  | 1931 | 3–4 ottobre              | Lussemburgo                      | 5     |        |      |
| 25  | 5  | 1933 | 16–17 settembre          | Essen Germania                   | 5     |        |      |
| 26  | 6  | 1934 | 10–11 novembre           | Genova Italia                    | 5     | 33     | 9    |
| 27  | 7  | 1935 | 9–10 novembre            | Parigi Francia                   | 5     |        |      |
| 28  | 8  | 1946 | 18–19 ottobre            | Parigi Francia                   | 5     | 68     | 11   |
| 29  | 9  | 1947 | 1–3 luglio               | Helsinki Finlandia               | 6     | 40     | 7    |
| 30  | —  | 1948 | 9–11 luglio              | Londra Regno Unito               | 6     | 49     | 11   |
| 31  | 10 | 1949 | 4–6 settembre            | Scheveningen Paesi Bassi         | 6     | 23     | 8    |
| 32  | 11 | 1950 | 13–15 ottobre            | Parigi Francia                   | 6     | 37     | 11   |
| 33  | 12 | 1951 | 26–28 ottobre            | Milano Italia                    | 7     | 40     | 10   |
| 34  | —  | 1952 | 25–27 luglio             | Helsinki Finlandia               | 7     | 74     | 17   |
| 35  | 13 | 1953 | 26–30 agosto             | Stoccolma Svezia                 | 7     | 47     | 13   |
| 36  | 14 | 1954 | 7–10 ottobre             | Vienna Austria                   | 7     | 75     | 17   |
| 37  | 15 | 1955 | 12–16 ottobre            | Monaco di Baviera Germania Ovest | 7     | 78     | 16   |
| 38  | 16 | 1956 | 27–30 giugno             | Helsinki Finlandia               | 7     | 69     | 14   |
| 39  | 17 | 1957 | 19–22 settembre          | Katowice Polonia                 | 7     | 42     | 11   |
| 40  | 18 | 1958 | 16–21 settembre          | Stoccolma Svezia                 | 7     | 73     | 19   |
| 41  | 19 | 1959 | 29 settembre – 4 ottobre | Varsavia Polonia                 | 7     | 68     | 15   |
| 42  | 20 | 1960 | 3–7 maggio               | Milano Italia                    | 7     | 71     | 15   |
| 43  | 21 | 1961 | 20–25 settembre          | Vienna Austria                   | 7     | 79     | 19   |
| 44  | 22 | 1962 | 16–22 settembre          | Budapest Ungheria                | 7     | 81     | 18   |
| 45  | 23 | 1963 | 7–13 settembre           | Stoccolma Svezia                 | 7     | 98     | 22   |
| 46  | 24 | 1964 | 25–28 giugno             | Mosca Unione Sovietica           | 7     | 55     | 13   |
| 47  | 25 | 1965 | 7–13 giugno              | Sofia Bulgaria                   | 7     | 78     | 18   |
| 48  | 26 | 1966 | 15–21 ottobre            | Berlino Est Germania Est         | 7     | 88     | 18   |
| 49  | 27 | 1968 | 19–25 giugno             | Leningrado Unione Sovietica      | 7     | 101    | 18   |
| 50  | 28 | 1969 | 20–28 settembre          | Varsavia Polonia                 | 36    | 113    | 21   |
| 51  | 29 | 1970 | 20–28 giugno             | Szombathely Ungheria             | 36    | 111    | 21   |
| 52  | 30 | 1971 | 19–27 giugno             | Sofia Bulgaria                   | 36    | 124    | 22   |
| 53  | 31 | 1972 | 13–21 maggio             | Costanza Romania                 | 36    | 149    | 25   |
| 54  | 32 | 1973 | 10–18 giugno             | Madrid Spagna                    | 27    | 127    | 23   |
| 55  | 33 | 1974 | 29 maggio – 6 giugno     | Verona Italia                    | 27    | 159    | 25   |
| 56  | 34 | 1975 | 15–23 settembre          | Mosca Unione Sovietica           | 27    | 131    | 25   |
| 57  | 35 | 1976 | 3–11 aprile              | Berlino Est Germania Est         | 27    | 151    | 25   |
| 58  | 36 | 1977 | 17–25 settembre          | Stoccarda Germania Ovest         | 30    | 134    | 26   |
| 59  | 37 | 1978 | 10–18 giugno             | Havířov Cecoslovacchia           | 30    | 128    | 25   |
| 60  | 38 | 1979 | 19–27 maggio             | Varna Bulgaria                   | 30    | 140    | 24   |
| 61  | 39 | 1980 | 25 aprile – 4 maggio     | Belgrado Jugoslavia              | 30    | 156    | 26   |
| 62  | 40 | 1981 | 13–20 settembre          | Lilla Francia                    | 30    | 142    | 25   |
| 63  | 41 | 1982 | 18–26 settembre          | Lubiana Jugoslavia               | 30    | 136    | 25   |
| 64  | 42 | 1983 | 22–31 ottobre            | Mosca Unione Sovietica           | 30    | 123    | 20   |
| 65  | 43 | 1984 | 27 aprile – 1º maggio    | Vitoria Spagna                   | 30    | 142    | 26   |
| 66  | 44 | 1985 | 19–26 maggio             | Katowice Polonia                 | 30    | 122    | 21   |
| 67  | 45 | 1986 | 7–11 maggio              | Karl-Marx-Stadt Germania Est     | 30    | 118    | 21   |
| 68  | 46 | 1987 | 2–9 maggio               | Reims Francia                    | 30    | 151    | 26   |
| 69  | 47 | 1988 | 26 aprile – 3 maggio     | Cardiff Regno Unito              | 30    | 101    | 19   |
| 70  | 48 | 1989 | 16–23 settembre          | Atene Grecia                     | 30    | 136    | 23   |
| 71  | 49 | 1990 | 14–20 maggio             | Ålborg Danimarca                 | 30    | 128    | 23   |
| 72  | 50 | 1991 | 24–31 maggio             | Władysławowo Polonia             | 30    | 127    | 21   |
| 73  | 51 | 1992 | 21–26 aprile             | Szekszárd Ungheria               | 30    | 145    | 26   |
| 74  | 52 | 1993 | 20–25 aprile             | Sofia Bulgaria                   | 30    | 154    | 26   |
| 75  | 53 | 1994 | 9–15 maggio              | Sokolov Rep. Ceca                | 30    | 163    | 29   |
| 76  | 54 | 1995 | 2–7 maggio               | Varsavia Polonia                 | 30    | 181    | 32   |
| 77  | 55 | 1996 | 6–12 aprile              | Stavanger Norvegia               | 30    | 182    | 34   |
| 78  | 56 | 1997 | 19–26 maggio             | Rijeka Croazia                   | 30    | 134    | 31   |
| 79  | 57 | 1998 | 27 aprile – 3 maggio     | Riesa Germania                   | 45    | 149    | 33   |
| 80  | 58 | 1999 | 12–18 aprile             | La Coruña Spagna                 | 45    | 144    | 29   |
| 81  | 59 | 2000 | 24–30 aprile             | Sofia Bulgaria                   | 45    | 142    | 35   |
| 82  | 60 | 2001 | 23–29 aprile             | Trenčín Slovacchia               | 45    | 137    | 33   |
| 83  | 61 | 2002 | 23–28 aprile             | Adalia Turchia                   | 45    | 112    | 28   |
| 84  | 62 | 2003 | 12–20 aprile             | Loutraki Grecia                  | 45    | 128    | 31   |
| 85  | 63 | 2004 | 17–26 aprile             | Kiev Ucraina                     | 45    | 177    | 34   |
| 86  | 64 | 2005 | 16–24 aprile             | Sofia Bulgaria                   | 45    | 109    | 30   |
| 87  | 65 | 2006 | 29 aprile – 7 maggio     | Władysławowo Polonia             | 45    | 134    | 33   |
| 88  | 66 | 2007 | 17–22 aprile             | Strasburgo Francia               | 45    | 151    | 35   |
| 89  | 67 | 2008 | 14–20 aprile             | Lignano Sabbiadoro Italia        | 45    | 163    | 36   |
| 90  | 68 | 2009 | 5–12 aprile              | Bucarest Romania                 | 45    | 143    | 35   |
| 91  | 69 | 2010 | 5–11 aprile              | Minsk Bielorussia                | 45    | 122    | 32   |
| 92  | 70 | 2011 | 11–17 aprile             | Kazan' Russia                    | 45    | 122    | 31   |
| 93  | 71 | 2012 | 9–15 aprile              | Adalia Turchia                   | 45    | 165    | 34   |
| 94  | 72 | 2013 | 8–14 aprile              | Tirana Albania                   | 45    | 114    | 31   |
| 95  | 73 | 2014 | 5–12 aprile              | Tel Aviv Israele                 | 45    | 109    | 32   |
| 96  | 74 | 2015 | 11–18 aprile             | Tbilisi Georgia                  | 45    | 136    | 37   |
| 97  | 75 | 2016 | 10–16 aprile             | Førde Norvegia                   | 45    | 196    | 38   |
| 98  | 76 | 2017 | 2–8 aprile               | Spalato Croazia                  | 48    | 150    | 37   |
| 99  | 77 | 2018 | 26 marzo – 1º aprile     | Bucarest Romania                 | 48    | 110    | 29   |
| 100 | 78 | 2019 | 6–13 aprile              | Batumi Georgia                   | 60    | 174    | 39   |
| —   | —  | 2020 | 4–12 aprile              | Mosca Russia                     | —     | —      | —    |
| 101 | 79 | 2021 | 3–11 aprile              | Mosca Russia                     | 60    | 155    | 34   |
| 102 | 80 | 2022 | 28 maggio – 5 giugno     | Tirana Albania                   | 60    | 144    | 34   |
| 103 | 81 | 2023 | 15–23 aprile             | Erevan Armenia                   | 60    | 146    | 36   |
| 104 | 82 | 2024 | 12–20 febbraio           | Sofia Bulgaria                   | 60    | 192    | 39   |
| 105 | 83 | 2025 | 13–21 aprile             | Chișinău Moldavia                | 60    | 148    | 38   |
| 106 | 84 | 2026 | aprile                   | Batumi Georgia                   | 48    |        |      |

### Femminili
| N. | Anno | Date                 | Città e nazione ospitante      | Disc. | Atlete | Naz. |
| -- | ---- | -------------------- | ------------------------------ | ----- | ------ | ---- |
| 1  | 1988 | 16–19 giugno         | Città di San Marino San Marino | 27    | 50     | 12   |
| 2  | 1989 | 24–26 novembre       | Manchester Regno Unito         | 27    | 71     | 13   |
| 3  | 1990 | 27–30 luglio         | Santa Cruz de Tenerife Spagna  | 27    | 80     | 14   |
| 4  | 1991 | 22–31 luglio         | Varna Bulgaria                 | 27    | 75     | 14   |
| 5  | 1992 | 4–8 novembre         | Loures Portogallo              | 27    | 80     | 16   |
| 6  | 1993 | 15–22 settembre      | Valencia Spagna                | 27    | 88     | 17   |
| 7  | 1994 | 3–9 ottobre          | Roma Italia                    | 27    | 94     | 20   |
| 8  | 1995 | 8–16 giugno          | Beer Sheva Israele             | 27    | 73     | 19   |
| 9  | 1996 | 4–10 novembre        | Praga Rep. Ceca                | 27    | 103    | 21   |
| 10 | 1997 | 22–30 giugno         | Siviglia Spagna                | 27    | 88     | 20   |
| 11 | 1998 | 27 aprile – 3 maggio | Riesa Germania                 | 45    | 71     | 19   |
| 12 | 1999 | 12–18 aprile         | La Coruña Spagna               | 45    | 94     | 24   |
| 13 | 2000 | 24–30 aprile         | Sofia Bulgaria                 | 45    | 76     | 23   |
| 14 | 2001 | 23–29 aprile         | Trenčín Slovacchia             | 45    | 79     | 22   |
| 15 | 2002 | 23–28 aprile         | Adalia Turchia                 | 45    | 72     | 21   |
| 16 | 2003 | 12–20 aprile         | Loutraki Grecia                | 45    | 78     | 21   |
| 17 | 2004 | 17–26 aprile         | Kiev Ucraina                   | 45    | 110    | 23   |
| 18 | 2005 | 16–24 aprile         | Sofia Bulgaria                 | 45    | 76     | 19   |
| 19 | 2006 | 29 aprile – 7 maggio | Władysławowo Polonia           | 45    | 73     | 23   |
| 20 | 2007 | 17–22 aprile         | Strasburgo Francia             | 45    | 99     | 26   |
| 21 | 2008 | 14–20 aprile         | Lignano Sabbiadoro Italia      | 45    | 108    | 27   |
| 22 | 2009 | 5–12 aprile          | Bucarest Romania               | 45    | 88     | 26   |
| 23 | 2010 | 5–11 aprile          | Minsk Bielorussia              | 45    | 75     | 23   |
| 24 | 2011 | 11–17 aprile         | Kazan' Russia                  | 45    | 78     | 24   |
| 25 | 2012 | 9–15 aprile          | Adalia Turchia                 | 45    | 110    | 26   |
| 26 | 2013 | 8–14 aprile          | Tirana Albania                 | 45    | 78     | 24   |
| 27 | 2014 | 5–12 aprile          | Tel Aviv Israele               | 45    | 87     | 30   |
| 28 | 2015 | 11–18 aprile         | Tbilisi Georgia                | 45    | 95     | 29   |
| 29 | 2016 | 10–16 aprile         | Førde Norvegia                 | 45    | 144    | 33   |
| 30 | 2017 | 2–8 aprile           | Spalato Croazia                | 48    | 120    | 35   |
| 31 | 2018 | 26 marzo – 1º aprile | Bucarest Romania               | 48    | 102    | 27   |
| 32 | 2019 | 6–13 aprile          | Batumi Georgia                 | 60    | 148    | 34   |
| –  | 2020 | 4–12 aprile          | Mosca Russia                   | –     | –      | –    |
| 33 | 2021 | 3–11 aprile          | Mosca Russia                   | 60    | 160    | 36   |
| 34 | 2022 | 28 maggio – 5 giugno | Tirana Albania                 | 60    | 145    | 37   |
| 35 | 2023 | 15–23 aprile         | Erevan Armenia                 | 60    | 171    | 37   |
| 36 | 2024 | 12–20 febbraio       | Sofia Bulgaria                 | 60    | 186    | 37   |
| 37 | 2025 | 13–21 aprile         | Chișinău Moldavia              | 60    | 185    | 38   |
| 38 | 2026 | aprile               | Batumi Georgia                 | 48    |        |      |

## Medagliere
Il medagliere è aggiornato ai campionati europei del 2025. In corsivo sono indicate le nazioni o le entità nazionali non più esistenti. Le prime 19 edizioni dei campionati (dal 1896 al 1914) si basano sulla ricostruzione congiunta effettuata dall'IWF e dall'EWF nel 1983. Non si conoscono le medaglie di bronzo delle prime due edizioni (1896 e 1897).

### Grandi (Totale)
Riferito al totale dell'esercizio.
| Posiz.              | Nazione                           | Oro  | Argento | Bronzo | Totale |
| ------------------- | --------------------------------- | ---- | ------- | ------ | ------ |
| 1                   | Unione Sovietica                  | 206  | 90      | 37     | 333    |
| 2                   | Bulgaria                          | 186  | 143     | 100    | 429    |
| 3                   | Russia                            | 87   | 86      | 57     | 230    |
| 4                   | Turchia                           | 72   | 46      | 52     | 170    |
| 5                   | Polonia                           | 50   | 80      | 101    | 231    |
| 6                   | Ucraina                           | 40   | 35      | 40     | 115    |
| 7                   | Germania                          | 35   | 54      | 36     | 125    |
| 8                   | Armenia                           | 34   | 41      | 34     | 109    |
| 9                   | Romania                           | 32   | 45      | 40     | 117    |
| 10                  | Ungheria                          | 30   | 61      | 63     | 154    |
| 11                  | Regno Unito                       | 21   | 21      | 18     | 60     |
| 12                  | Francia                           | 20   | 29      | 43     | 92     |
| 13                  | Italia                            | 19   | 33      | 33     | 85     |
| 14                  | Bielorussia                       | 19   | 18      | 24     | 61     |
| 15                  | Austria                           | 19   | 17      | 14     | 50     |
| 16                  | Georgia                           | 18   | 19      | 8      | 45     |
| 17                  | Grecia                            | 17   | 23      | 27     | 67     |
| 18                  | Germania                          | 17   | 13      | 16     | 46     |
| 19                  | Spagna                            | 10   | 26      | 35     | 71     |
| 20                  | Austria                           | 9    | 12      | 25     | 46     |
| 21                  | Lettonia                          | 9    | 4       | 11     | 24     |
| 22                  | Azerbaigian                       | 8    | 5       | 7      | 20     |
| 23                  | Germania Est                      | 7    | 24      | 53     | 84     |
| 24                  | Svezia                            | 7    | 12      | 14     | 33     |
| 25                  | Moldavia                          | 7    | 10      | 17     | 34     |
| 26                  | Finlandia                         | 6    | 14      | 25     | 45     |
| 27                  | Comunità degli Stati Indipendenti | 6    | 3       | 3      | 12     |
| 28                  | Germania Ovest                    | 4    | 7       | 8      | 19     |
| 29                  | Paesi Bassi                       | 4    | 7       | 5      | 16     |
| 30                  | Belgio                            | 4    | 6       | 7      | 17     |
| 31                  | Danimarca                         | 4    | 6       | 2      | 12     |
| 32                  | Norvegia                          | 4    | 3       | 3      | 10     |
| 33                  | Egitto                            | 4    | 0       | 2      | 6      |
| 34                  | Albania                           | 3    | 10      | 11     | 24     |
| 35                  | Cecoslovacchia                    | 2    | 14      | 31     | 47     |
| 36                  | Lituania                          | 2    | 3       | 4      | 9      |
| –                   | Atleti Individuali Neutrali       | 2    | 2       | 3      | 7      |
| 37                  | Croazia                           | 2    | 1       | 1      | 4      |
| 38                  | Rep. Ceca                         | 1    | 3       | 3      | 7      |
| 39                  | Portogallo                        | 1    | 3       | 2      | 6      |
| 40                  | Slovacchia                        | 1    | 2       | 4      | 7      |
| 41                  | Lussemburgo                       | 1    | 1       | 0      | 2      |
| 42                  | Svizzera                          | 1    | 0       | 6      | 7      |
| 43                  | Islanda                           | 1    | 0       | 0      | 1      |
| 44                  | Israele                           | 0    | 2       | 3      | 5      |
| 45                  | Estonia                           | 0    | 2       | 1      | 3      |
| 46                  | Cipro                             | 0    | 0       | 2      | 2      |
| 46                  | Serbia                            | 0    | 0       | 2      | 2      |
| 48                  | Irlanda                           | 0    | 0       | 1      | 1      |
| 48                  | Jugoslavia                        | 0    | 0       | 1      | 1      |
| 48                  | Ungheria                          | 0    | 0       | 1      | 1      |
| Totale (50 nazioni) | Totale (50 nazioni)               | 1032 | 1036    | 1036   | 3104   |